# Hecatera fixseni
Hecatera fixseni är en fjärilsart som beskrevs av Hugo Theodor Christoph 1883. Hecatera fixseni ingår i släktet Hecatera och familjen nattflyn. Inga underarter finns listade i Catalogue of Life.